# 27 sukienek
27 sukienek (ang. 27 Dresses) – amerykańska komedia romantyczna z 2008 roku, w reżyserii Anne Fletcher. Światowa premiera filmu miała miejsce 9 stycznia 2008.

## Opis fabuły
Jane ma za sobą niejeden ślub – już 27 razy była druhną! W jej szafie wisi tyleż fantastycznych sukienek. Ale cóż z tego, skoro nic nie wskazuje na to, by sama miała zostać panną młodą. Co prawda potajemnie jest zakochana w swoim szefie George'u, ale jego serce zdobywa młodsza siostra Jane, Tess. Jane, choć zawsze przede wszystkim troszczyła się o innych, teraz wreszcie postanawia zadbać o siebie. Traf chce, że na jej drodze staje cyniczny dziennikarz Kevin, pisujący złośliwe sprawozdania z nowojorskich ślubów.

## Obsada
- Katherine Heigl – Jane
- James Marsden – Kevin
- Edward Burns – George
- Malin Åkerman – Tess
- Judy Greer – Casey
- Krysten Ritter – Gina
- Melora Hardin – Maureen
- Erin Fogel – Shari Rabinowitz